# بني ذياب (بني سعد)

تعديل مصدري - تعديل

بني ذياب هي إحدى قرى عزلة بني على بمديرية بني سعد التابعة لمحافظة المحويت، بلغ تعداد سكانها 83 نسمة حسب تعداد اليمن لعام 2004.